# Phisidia sagamica
Phisidia sagamica är en ringmaskart som beskrevs av Hessle 1917. Phisidia sagamica ingår i släktet Phisidia och familjen Terebellidae. Inga underarter finns listade i Catalogue of Life.